# Silvio Denz
Silvio Werner Denz (Basilea, 14 settembre 1956) è un imprenditore svizzero di origine italiana e vive in Svizzera.
Imprenditore, collezionista di vini e oggetti d'arte, conduce l'impresa familiare Alrodo a diventare la più grande catena di profumerie in Svizzera, con una quota di mercato superiore al 18%. Dopo la vendita di Alrodo a Marionnaud nel 2000, Denz, già collezionista di flaconi di profumo Lalique, rileva la cristalleria Lalique nel 2008 dal gruppo Pochet, salvando lo storico brand francese dalla delocalizzazione e trasformandolo in un marchio globale, che spazia da mobili a oggetti d'arredo, gioielli, profumi, oggetti d'arte e progetti di interior design.  Denz si occupa anche di commercio di vini, e possiede vigneti in Francia, Italia e Spagna. È regolarmente presente nella classifica dei 300 uomini più ricchi di Svizzera, così come in quella delle 100 personalità più influenti dell'economia svizzera ed ha un figlio (nato nel 1988).

## Biografia

### Alrodo
Nel 1984, Silvio Denz assume la guida dell'impresa familiare Alrodo AG. Nel 2000, anno della vendita a Marionnaud, Alrodo rappresenta una delle più grandi catene distributive svizzere, con oltre 120 punti vendita. Attraverso la società Lalique Group (formalmente conosciuta come Art & Fragrance), si dedica alla produzione e distribuzione di profumi, assumendo il controllo dei brand Lalique, Jaguar, Parfums Grès, Parfums Samouraï Alain Delon, Bentley, Ultrasun e più di recente Brioni fragranze. Il 28 marzo 2019, il Gruppo Lalique ha acquisito il 50% della più antica distilleria di whisky single malt in Scozia ancora in esercizio, The Glenturret, espandendo ancor di più il proprio portafoglio nel mercato dei beni di lusso. Nell’estate del 2021, la distilleria ha lanciato una nuova raffinata esperienza culinaria: il Glenturret Lalique Restaurant, guidato dallo chef Mark Donald. Nel luglio 2022, Silvio Denz e Peter Spuhler, noto imprenditore, hanno acquisito l'hotel Florhof a Zurigo. Dopo un'attenta ristrutturazione in stile Lalique, questo edificio storico riaprirà le sue porte come “Villa Florhof' nel 2024 per offrire agli ospiti la sua rinomata ospitalità e gastronomia di prima classe.
La società è quotata in borsa dal 2007. È stata quotata per la prima volta su BX Berne eXchange e da giugno 2018 il Gruppo è quotato alla SIX Swiss Exchange.

### Lalique
Collezionista di flaconi di profumo creati da René Lalique, ne possiede la collezione privata più importante al mondo, con oltre 650 pezzi originali
. Nel 2008 rileva lo storico marchio francese Lalique e ne inizia una profonda ristrutturazione. Ispirato dal genio eclettico di René Lalique, Silvio Denz riorienta la maison verso il lifestyle, ristrutturandone l'offerta in arte, oggetti in cristallo, mobili, gioielli, profumi e ospitalità. Il nuovo corso del brand è segnato soprattutto da molteplici collaborazioni con altri importanti marchi di lusso, come Bentley, The Macallan, Steinway & Sons, etc) e artisti internazionali come Zaha Hadid, Jean-Michel Jarre, Damien Hirst, Elton John, etc) con cui vengono create edizioni speciali e limitate. Nel 2011, dopo due anni di lavoro, viene aperto il museo Lalique a Wingen-sur-Moder, città natale dell'artista francese; la struttura ospita oltre 700 opere realizzate da René Lalique e i suoi eredi, principalmente pezzi in vetro e in cristallo. Decide anche di convertire la storica dimora di René Lalique a Wingen-sur-Moder (Alsazia) in un hotel-ristorante esclusivo a 5 stelle con una cucina insignita di due stelle e diretta da Paul Stradner. Il progetto è coordinato dall'architetto svizzero Mario Botta in collaborazione con i designer Lady Green e Pietro Mingarelli. Le camere sono interamente arredate con oggetti Lalique e portano il nome delle più iconiche creazioni di René Lalique. Una di esse, "Hirondelles", era la stanza privata dell'artista.

### Vini
Nel 1994, Silvio Denz fonda insieme ad altri sei partner la società Les Grands Vins Wermuth S. A., ora divisa in Denz Weine (distribuzione) e Wermuth Auktionen AG (aste), con sede a Zurigo. Nel 1998, con gli stessi soci, acquista la tenuta vinicola Clos d’Agon in Costa Brava, gestita dall’enologo di prestigio internazionale Peter Sisseck (Dominio Pingus). Nel 2020 Silvio Denz vende le proprie quote di Clos d’Agon. Nel 2005 acquista invece (con Château Canon-La Gaffelière e La Mondotte) l’azienda vinicola Château Faugères, a 6 chilometri a est di Saint-Emilion, che occupa 30 collaboratori. La tenuta comprende tre vigneti: Château Faugères, Château Péby Faugères, entrambi situati nella zona di denominazione Saint-Emilion, e Château Cap-de-Faugères nelle Côtes de Castillon. Insieme a Peter Sisseck, nel 2010 Silvio Denz rileva la storica cantina Château Rocheyron di Saint-Emilion. Nel Bordeaux possiede vigneti per un totale di 120 ettari.
La cantina dello Château Faugères è opera dell’architetto Mario Botta, che ama definire la sua creazione una «cattedrale del vino». Utilizzando le più moderne tecnologie abbinate ai metodi tradizionali, come la gravità, le uve vengono pigiate secondo i più elevati standard qualitativi e i vini affinati in botti di rovere. Nel 2012, le due cantine Château Faugères e Château Péby Faugères ottengono la classificazione Grand Cru Classé di Saint-Emilion. Il critico enologico di fama internazionale Robert Parker annovera il Château Péby Faugères tra i migliori vini del Bordeaux. L’annata 2005 ha ottenuto un punteggio di 100/100 dalla prestigiosa guida all’acquisto dei vini di Robert Parker. All’inizio del 2014 Silvio Denz acquisisce Château Lafaurie-Peyraguey, uno dei rari Premiers Grands Cru Classés del 1855 e tra le tenute vinicole più antiche del Sauternes. Nel 2018 viene inaugurato l’hotel di lusso con ristorante gourmet a Château Lafaurie-Peyraguey, membro di Relais & Châteaux e hotel a cinque stelle. Lo chef Jerome Schilling ottiene una prima stella Michelin con il suo ristorante «Lalique» nel 2019 e una seconda nel febbraio 2022.
Il 17 settembre 2017 Silvio Denz ha ricevuto la nomina di Jurat de Saint-Emilion. La Jurade de Saint-Emilion è composta attualmente da 127 membri e oltre 3000 ambasciatori dei vini di Saint-Emilion in tutto il mondo.
Nell’ottobre del 2017 Denz ha ricevuto un Premio Speciale da parte di Fond’Action Alsace per il suo impegno nella regione alsaziana e il premio del Guillon d’Or della Confrérie du Guillon, la confraternita dei vini del Canton Vaud fondata nel 1954, come riconoscimento della sua passione e del suo operato nel settore vinicolo.
La rivista vinicola francese "La Revue du Vin" colloca Silvio Denz tra i 200 personaggi più importanti del vino nel 2018 e la rivista svizzera Vinum ha premiato Silvio Denz tra le 25 personalità del vino più importanti del 2022.

### Immobili
Nel 2003 Silvio Denz fa il suo ingresso nel mercato immobiliare a Londra. Insieme a un partner locale, acquista ville antiche nei quartieri londinesi di Mayfair, Knightsbridge e Kensington, per sottoporle a un attento restauro e rivenderle.

## Riconoscimenti e Associazioni
- Ufficiale Onorario «Coteaux de Champagne» (7 ottobre 2022)[41]
- "Commandeur de la Commanderie du Bontemps de Médoc, des Graves, de Sauternes et de Barsac" (maggio 2019)
- Membro del Consiglio di Amministrazione Lindt & Sprüngli (2018)[42]
- Premio "Les 200 personnalités du vin", La Revue du vin de France (2018)[43]
- Membro „Chaîne des Rôtisseurs", Alsazia (2018)[44]
- Jurat de Saint-Emilion, La Jurade de Saint-Emilion[36] (17 settembre 2017)
- Premio speciale della giuria, Fond’Action Alsace[37] (2017)
- Premio del Guillon d’Or, Confrérie du Guillon[38] (2017)
- Membro Keepers of the Quaich[45] (2015)
- Membro d'onore Confrérie Saint-Etienne d'Alsace[46] (2017)
- Membro Club Prosper Montagné[47] (2016)